# Chiesanuova
Chiesanuova este un oraș în San Marino. Are o suprafață de 5,46 km².